# Dytiscus hatchi
Dytiscus hatchi är en skalbaggsart som beskrevs av Wallis 1950. Dytiscus hatchi ingår i släktet Dytiscus och familjen dykare. Inga underarter finns listade i Catalogue of Life.